# Plaza del Cristo de La Laguna
La plaza del Cristo de La Laguna, (cuyo nombre original es plaza de San Francisco) es una plaza situada en la ciudad de San Cristóbal de La Laguna (en la isla de Tenerife, Canarias, España). La plaza se encuentra en la zona noreste de la ciudad. Antiguamente tenía una gran fuente central.
La plaza del Cristo de La Laguna tiene la categoría de "Plaza de Interés Insular", dada por el Cabildo de Tenerife a finales de los noventa, junto a la Plaza de la Patrona de Canarias (en el municipio de Candelaria) y la Plaza de España (en la ciudad capital de Santa Cruz de Tenerife).

## Historia

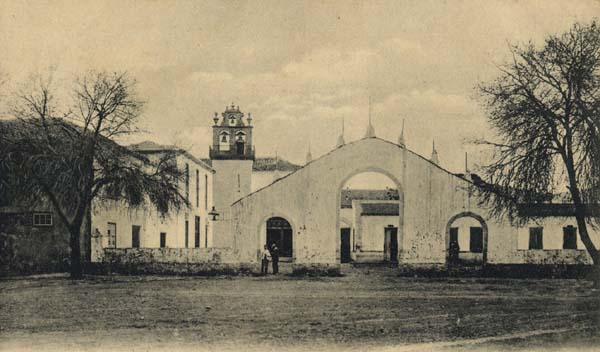
Plaza y Real Santuario del Cristo. Foto tomada entre 1890 y 1895.

Esta plaza marcaba hasta hace poco el límite entre la parte urbana de La Laguna y su zona agrícola que se extiende a sus espaldas, formando la conocida vega lagunera.  
En los alrededores de la actual plaza se encontraba antaño el histórico y desaparecido Hospital de San Sebastián, el cual jugó un importante papel en la acogida de enfermos durante la epidemia de peste bubónica que se desató en la ciudad en 1582.
La Plaza de San Francisco se utilizó hasta el siglo XX como campo de ejercicios militares de la guarnición del cuartel ubicado desde principios de este siglo en el solar del antiguo Convento Franciscano que dio nombre a esta plaza.
Sin embargo, a la plaza se la conoce corrientemente como Plaza del Cristo, pues, sin duda, lo que le da más importancia es la presencia en una de sus esquinas del Real Santuario del Cristo de La Laguna, imagen que despierta gran devoción entre los laguneros y, en general, entre todos los canarios. En la actualidad en esta plaza se encuentra el mercado municipal.
Esta plaza suele ser el lugar escogido para celebrar la gran misa de despedida de la imagen de la Virgen de Candelaria (Patrona de Canarias) en sus visitas a la ciudad. Durante las mismas se realiza el encuentro con el Santísimo Cristo de La Laguna y se celebra una multitudinaria eucaristía en presencia de ambas imágenes. Las últimas veces que se han realizado han sido en 1964, 1997, 2009 y 2018.

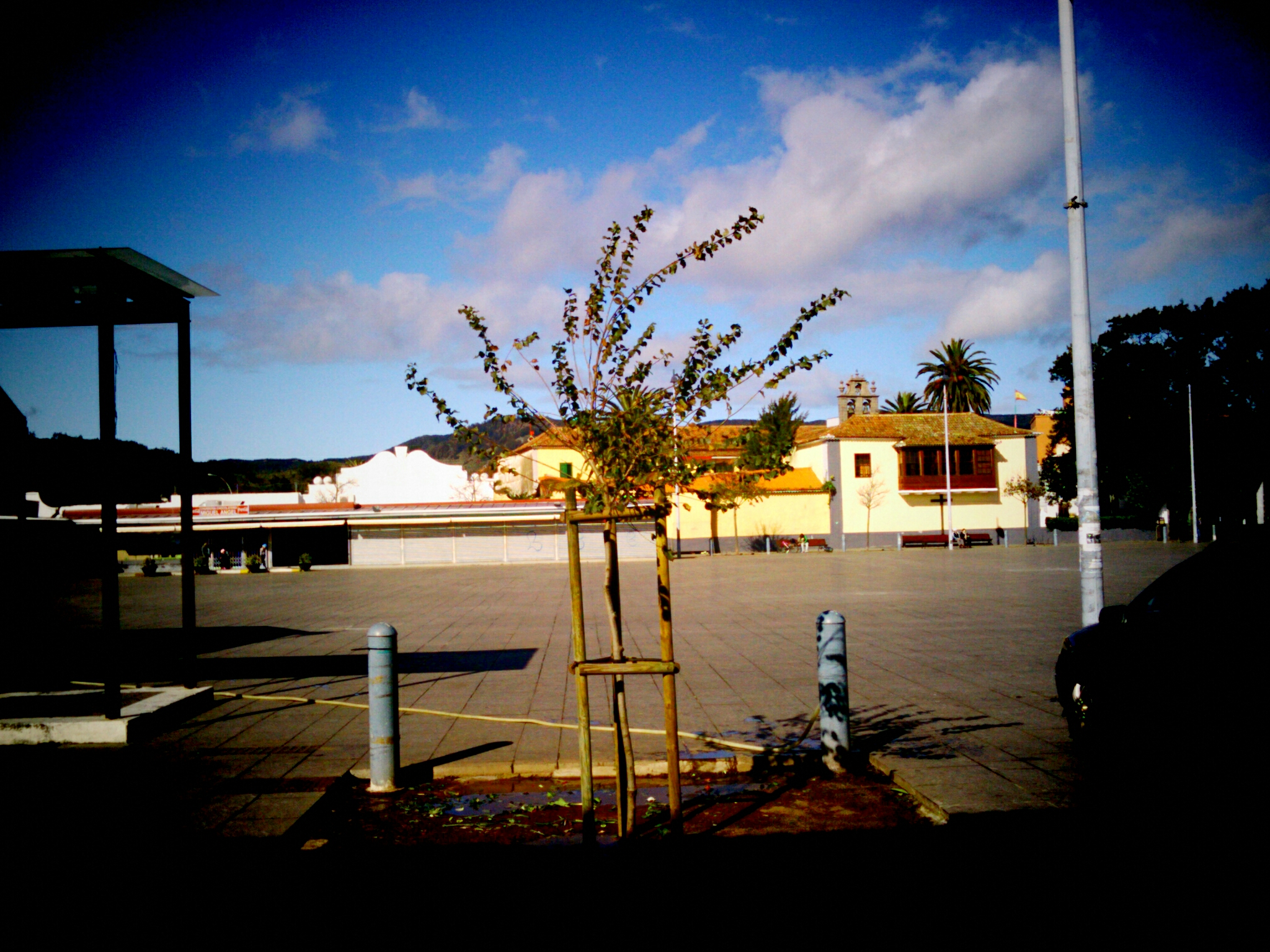
Plaza del Cristo de La Laguna, al fondo, campanario del Real Santuario
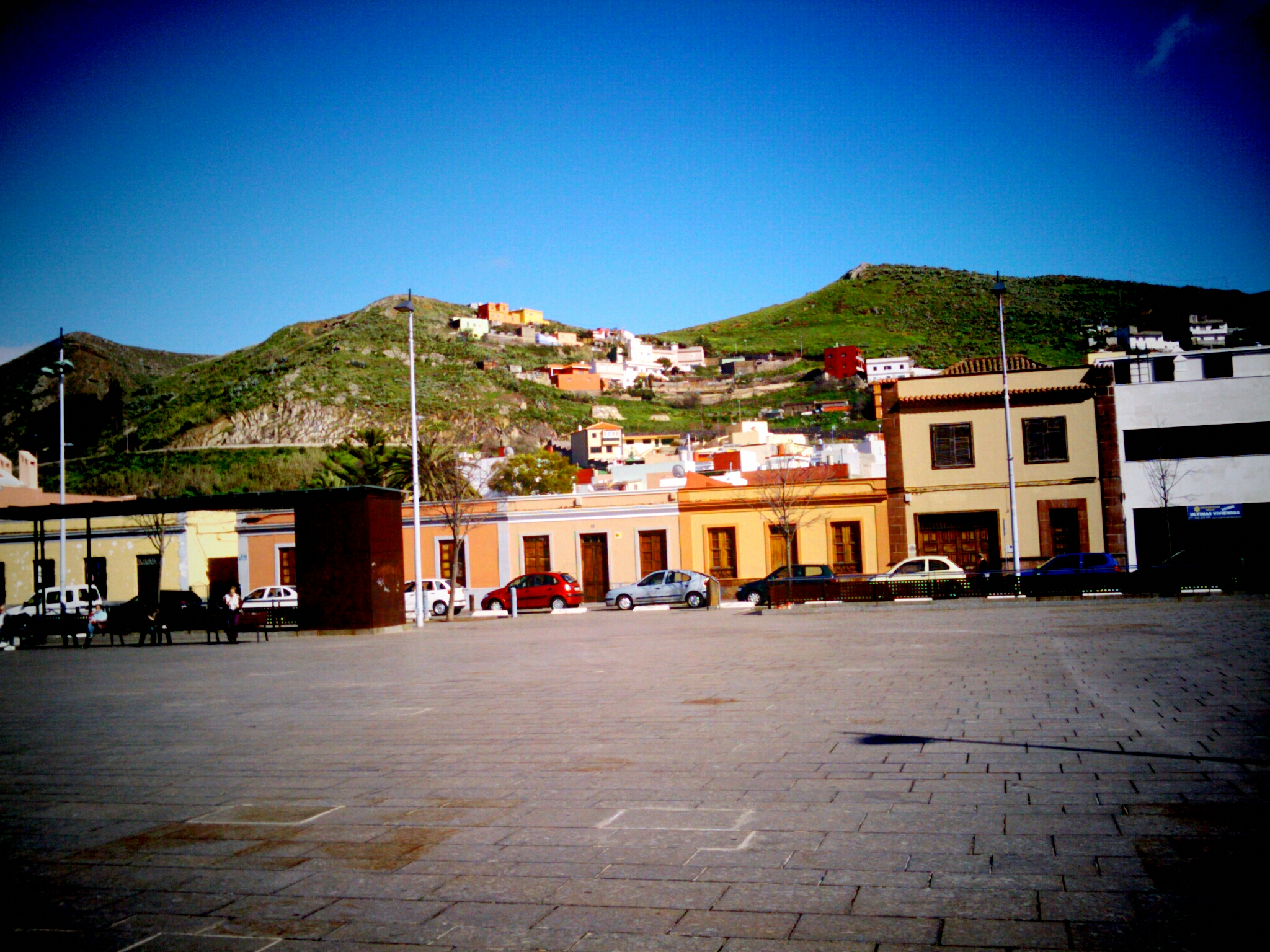
Plaza del Cristo